# Місьйонес (провінція)
Місьйо́нес (ісп. Misiones ісп. вимова: [miˈsjones], Місії) — провінція Аргентини, розташована на північному сході регіону Месопотамія. Межує з провінцією Коррієнтес, а також з Парагваєм та Бразилією. Столиця провінції — місто Посадас.

## Географія
Територія Місьйонеса розташована на Бразильському плато. По центру плато підіймається Сьєрра-де-Місьйонес, де міститься найвища точка провінції Серро-Рінкон (843 м). На півдні також розташована Сьєрра-дель-Іман, а на півночі Сьєрра-де-Вікторія. На відрогах останньої тече водоспад Ігуасу.
Найпоширенішими ґрунтами провінції є латеритні, або латосолі, які вкривають дві третини її території.
Сельва займає 35 % території провінції, хоча раніше займала майже всю її. Вона відзначається високим рівнем опадів і вологістю повітря від 75 % до 90 %. Останніми роками почастішали повені, пов'язані з вирубкою лісу.
Клімат Місьйонеса субтропічний і дуже вологий. Температура коливається від 16 °C взимку до 25 °C влітку, але може досягати 40 °C. Вітри переважають з північного сходу, південного сходу і сходу.
Найважливішими річками провінції є Парана, Уругвай, Ігуасу, Сан-Антоніо і Пепірі-Гуасу. До них впадають близько 800 малих річок, з яких 270 належать до басейну Парани, 120 — до Ігуасу і Сан-Антоніо, і решта до басейнів Уругваю і Пепірі-Гуасу. На кордоні з Бразилією на річці Ігуасу знаходиться однойменний водоспад висотою 70 м.

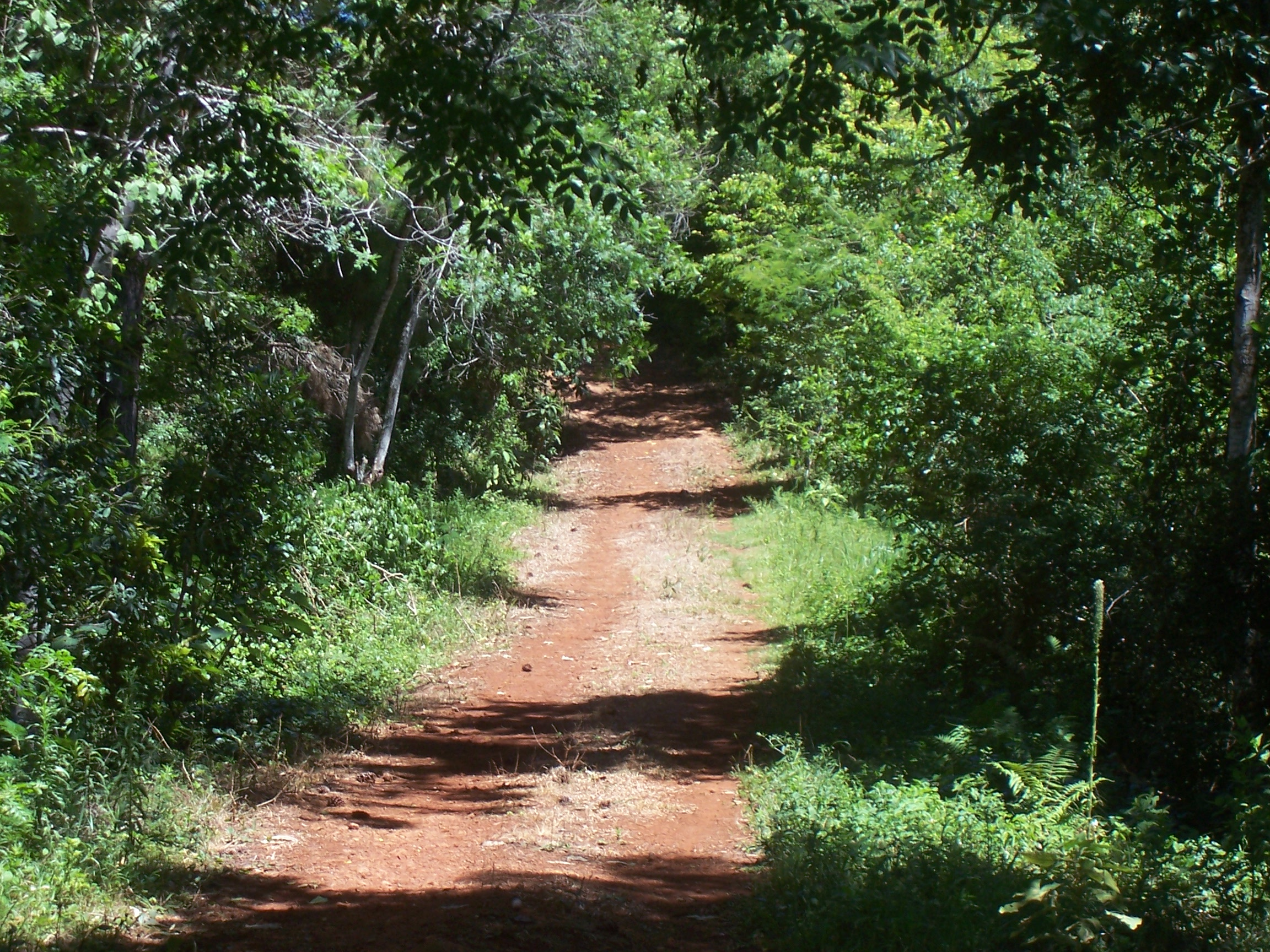
Сельва
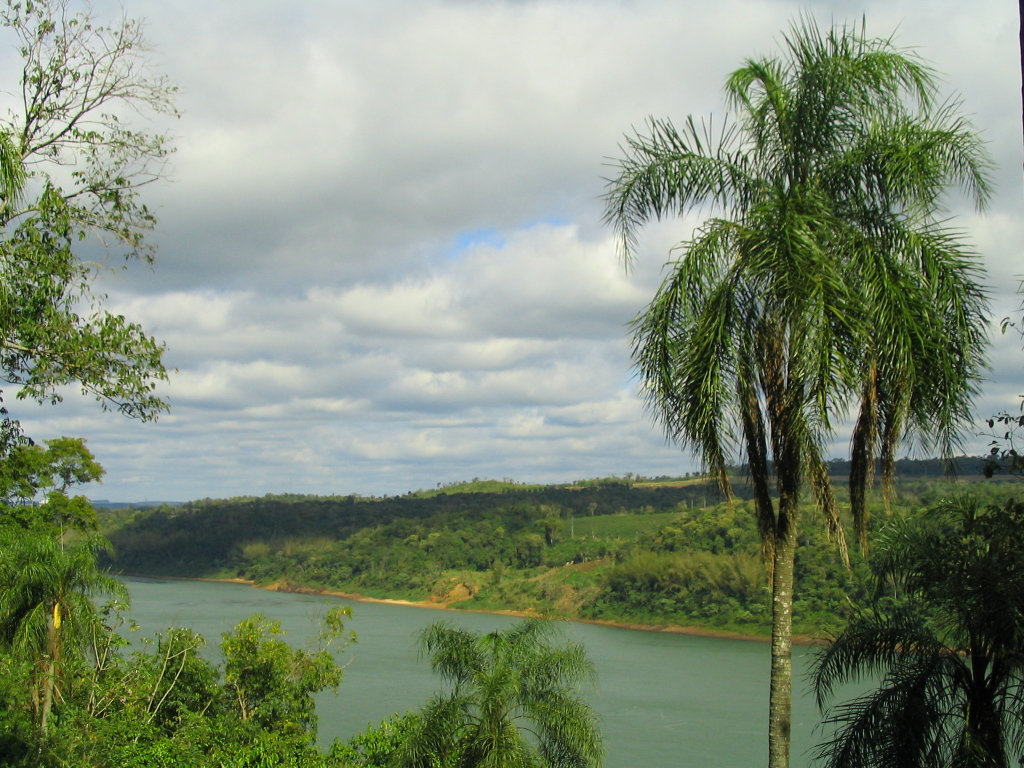
Річка біля Ельдорадо
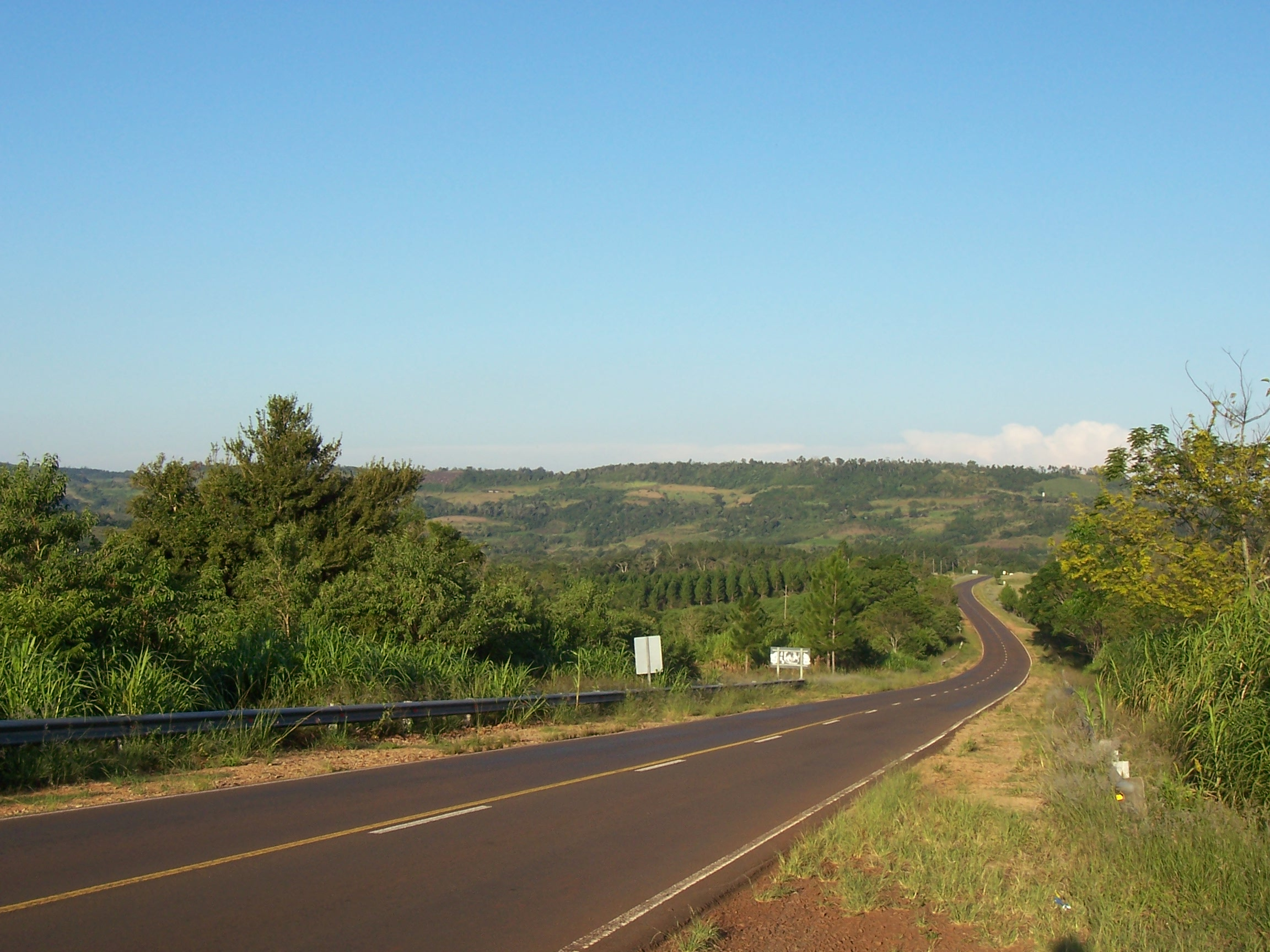
Провінційна траса № 103
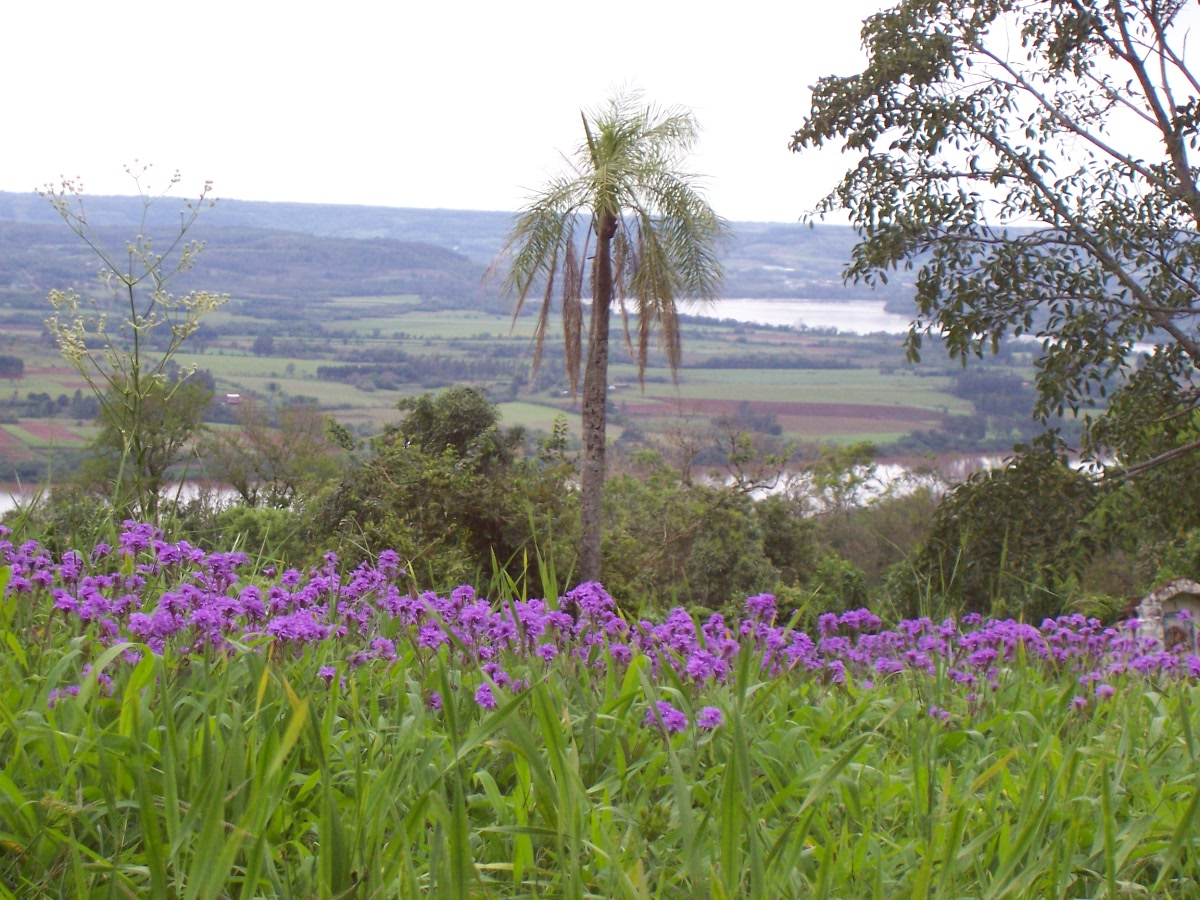
Рослини біля Сан-Хав'єра

## Історія

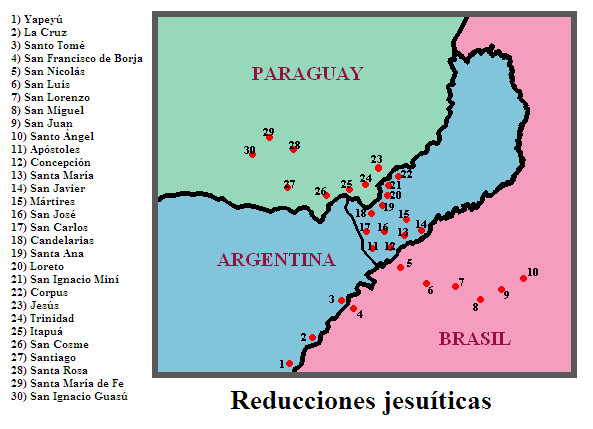
Мапа розташування єзуїтських місій

До приходу європейців землі, де зараз знаходиться провінція Місьйонес, були заселені індіанцями мовної групи Же. У XV ст. почалося заселення цієї території амазонськими гуарані.
Першим європейцем, який побував у цих місцях, був Себастьян Кабот 1527 року. 1541 року Альвар Нуньєс Кабеса де Вака відвідав водоспад Ігуасу.

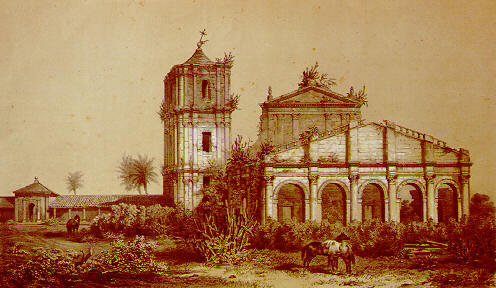
Єзуїтська місія Сан-Іґнасіо-Міні

У XVII ст. до цієї території масовано почали прибувати єзуїти. Вони займалися місіонерством і будували поселення — за кілька років було створено близько 30 селищ. Внаслідок Єзуїтських редукцій було утворенно автономне державне утворення Сім східних місій. Регіон, де знаходилися єзуїтські місії, отримав відповідну історичну назву Місьйонес (ісп. Misiones — місії). Королівським указом від 14 жовтня 1726 року тридцять поселень Місьйонеса перейшли під владу губернатора Буенос-Айреса.
Після вигнання єзуїтів з Америки 27 лютого 1767 року, їх місце зайняли францисканці, домініканці і мерседарійці. 1768 року губернатор Буенос-Айреса розділив провінцію Місьйонес на два тимчасових губернаторства.
28 січня 1782 року королівським указом було відновлено провінцію Місьйонес, але департаменти Япею, Сан-Мігель і Консепсьйон продовжували залежати від Буенос-Айреса, а Сантьяго і Канделарья — від Парагваю.
1801 року сім поселень Східного Місьйонеса були окуповані Бразилією і зараз входять до Ріу-Гранді-ду-Сул.
17 травня 1803 року Місьйонес знову став окремою адміністративною одиницею з власним губернатором. 12 вересня 1805 року королівським указом було об'єднано губернаторства Місьйонес і Парагвай.
Губернатор Місьйонеса визнав Травневу революцію, але проіспанський губернатор Парагваю не погодився з цим і окупував департаменти Сантьяго і Канделарья. 4 вересня 1810 року для відновлення цілісності провінції було відправлено військо на чолі з Мануелем Бельграно, яке було розбите. 14 травня 1811 року відбулася революція у Парагваї. 12 жовтня 1811 року було встановлено кордони між новоствореними державами Аргентиною і Парагваєм по річці Парані, але Асунсьйон продовжував контролювати департамент Канделарья до 1815 року.
10 вересня 1814 року було створено провінцію Коррієнтес, до якої увійшла також територія Місьйонеса.
У березні 1815 року частину території Місьйонеса захопив каудильйо Андрес Гвасурарі, який оголосив своєю столицею Санто-Томе і вигнав з цих місць парагвайців. 12 вересня 1816 року він перейшов річку Уругвай і розпочав військову кампанію задля повернення з-під бразильської влади Східного Місьйонеса. Спроба виявилася невдалою, війська Гвасурарі були розбиті, міста Консепсьйон, Ла-Крус, Япею, Санто-Томе, Санта-Марія, Сан-Хав'єр і Мартірес були пограбовані і знищені, 1800 осіб було взято в полон. Тим часом парагвайці взяли міста Канделарья, Санта-Ана, Лорето, Сан-Ігнасіо і Корпус, які тримали до травня 1817 року, коли вони були знищені.
1817 року Гвасурарі заснував нову столицю Місьйонеса Асунсьйон-дель-Камбай і до травня взяв під контроль усю територію, яка була покинута парагвайцями і португальцями. Після захоплення Гвасурарі в полон 22 вересня 1818 року відбулася зустріч, де було встановлено кордони провінції Місьйонес, а також призначено її губернатором Панталеона Сотело.
22 січня 1820 року до Місьйонеса вторглися війська бразильців, яка вбили Сотело.
30 листопада 1820 року каудильйо Франсіско Рамірес оголосив про створення Республіки Ентре-Ріос, приєднавши до неї як департаменти Коррієнтес і Місьйонес. 10 липня 1821 року після смерті Раміреса Республіка Ентре-Ріос припинила своє існування. 12 жовтня 1821 року було відновлено провінцію Коррієнтес, до складу якої повинні були увійти також землі Місьйонеса, але у грудні вони були окуповані парагвайцями, а міста знищені.
25 січня 1822 року провінції Буенос-Айрес, Санта-Фе, Ентре-Ріос і Коррієнтес визнали автономію Місьйонеса.

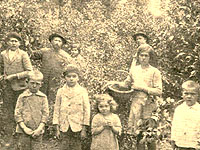
Українці збирають врожай мате. 1920 р.

Під час Аргентино-бразильської війни у березні 1826 року бразильські війська намагалися увійти до Місьйонеса, але були відбиті. У 1828 році на 10 днів було відновлене аргентинське правління у Східному Місьйонесі, але за мирним договором від 27 жовтня ці землі знову відійшли під владу Бразилії.
1834 року територія Місьйонеса була окупована Парагваєм, війська якого залишалися тут до початку Війни Потрійного альянсу. 1865 року Місьйонес було повернуто до складу Аргентини.
22 грудня 1881 року було створено національну територію Місьйонес і виведено її з-під контролю Коррієнтеса. Столицею було названо місто Корпус, яке відтак стало називатися Сан-Мартін. 30 липня 1884 року місто Посадас, яке раніше було у складі Коррієнтеса, було приєднано до національної території Місьйонес і названо столицею. На той час землі було повністю спустошені довгими війнами, тому уряду довелося сприяти їх заселенню іммігрантами, у першу чергу з Польщі та України (Галичини і Підляшшя), які засновували тут нові міста. З того часу у провінції Місьйонес сформувалася велика українська діаспора. Нині у місті Леандро Н. Алем діє почесне консульство України в Аргентині
1895 року Аргентина була змушена поступитися ще 30 000 км² території Місьйонеса на користь Бразилії.
10 грудня 1953 року за ініціативою президента Хуана Домінго Перона Місьйонес отримав статус провінції.

## Українська еміграція

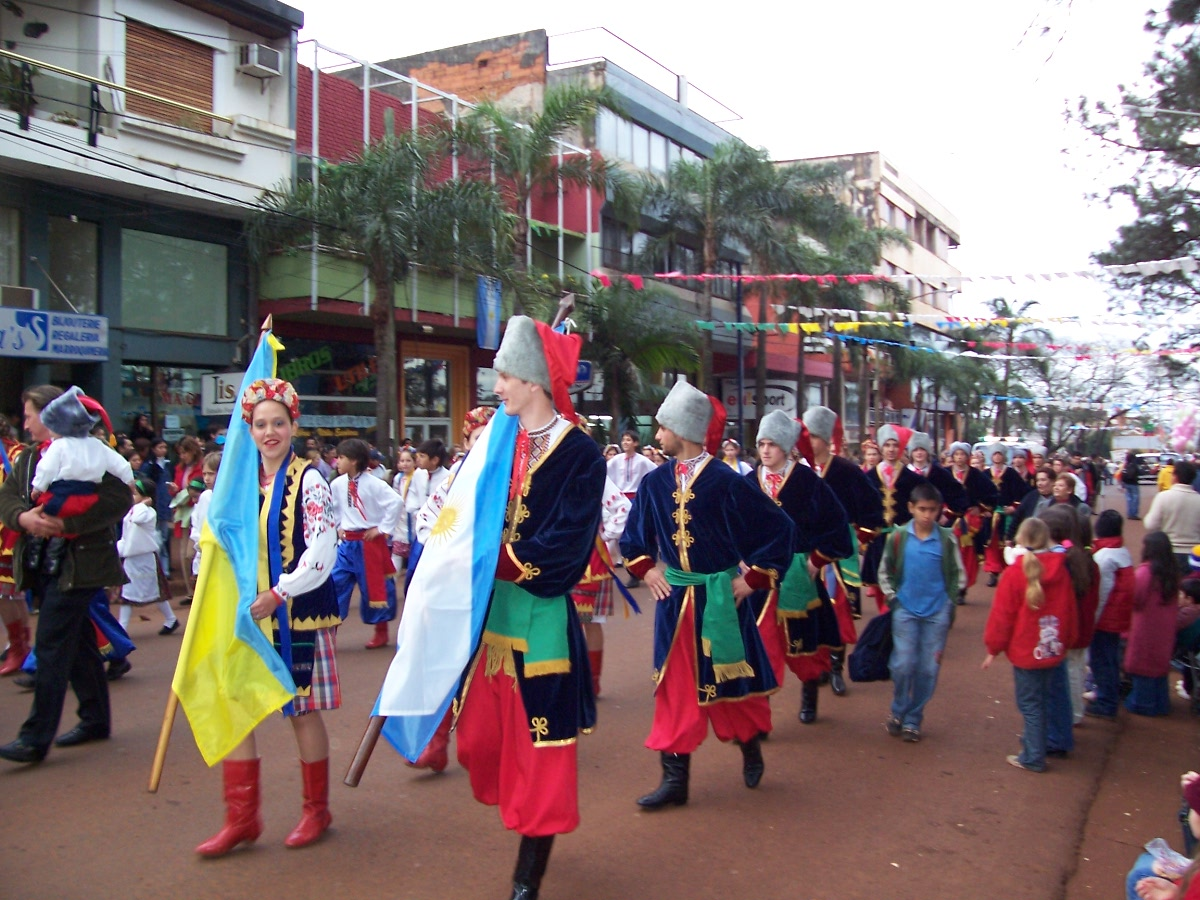
Українці провінції Місьйонес

Наприкінці 19 ст. аргентинському уряду необхідно було заселити провінцію Місьйонес. Це вирішили зробити за рахунок іммігрантів. Зважаючи на це імміграційні закони були досить ліберальними. Перші українські поселенці почали прибувати з Галичини, яка перебувала під владою Австро-Угорщини, починаючи з 1897 р. Вони селилися переважно в околицях колишньої єзуїтської місії Апостолес в екваторіальному поясі на фрагменті Бразильського плато. Саме наплив українців та інших мешканців Європи дав цим забутим поселенням новий поштовх для розвитку. Феномен створення ефективної спільноти українців, їх господарчої моделі в умовах тропічних лісів тут в Місьйонесі та на прилеглій території Бразилії залишається вивченим недостатньо. В Місьйонесі українці вирощували кукурудзу, пшеницю, картоплю, чай (який завіз з Європи український православний священик Тихон Гнатюк), мате, кавуни, дині, цукрову тростину, бавовну, рис та тютюн. По садах розводили цитрусові, оливи та абрикоси. За короткий час тут виросли міста, деякі з яких повні українських назв і мають українські церкви.
В провінції діють українські громадські організації. На жаль, знання української мови в провінції втрачено. Тут діє лише кілька українських шкіл початкового рівня, щоб запобігти асиміляції необхідні викладачі зі знанням мови.
Президентом делегації Місьйонес і віце-президентом Української центральної репрезентації в Аргентині є Юрій Баланда, що мешкає в місті Посадас.

## Економіка
Однієї з основ економіки Місьйонеса є лісова промисловість.
Іншою важливою галуззю є сільське господарство. Основними рослинними культурами є мате, чай, тютюн, цукрова тростина, бавовник, рис, кукурудза, кава, ефіроолійні культури, цитрусові, кавуни. Також вирощують орхідеї і троянди. Скотарство спеціалізується на вирощуванні великої рогатої худоби і не має великого значення в економіці провінції.
Запаси корисних копалин провінції невеликі. Видобувають базальт, кришталь, марганець, напівдорогоцінне каміння.
Основними галузями промисловості є харчова, деревообробна, целюлозно-паперова.
З 2000 року почав набирати значення туризм. Основною туристичною принадою Місьйонеса є водоспад Ігуасу. 2005 року його відвідало 1,3 млн осіб. Іншою пам'яткою є єзуїтські місії, які того ж року відвідало 150 тис. туристів.

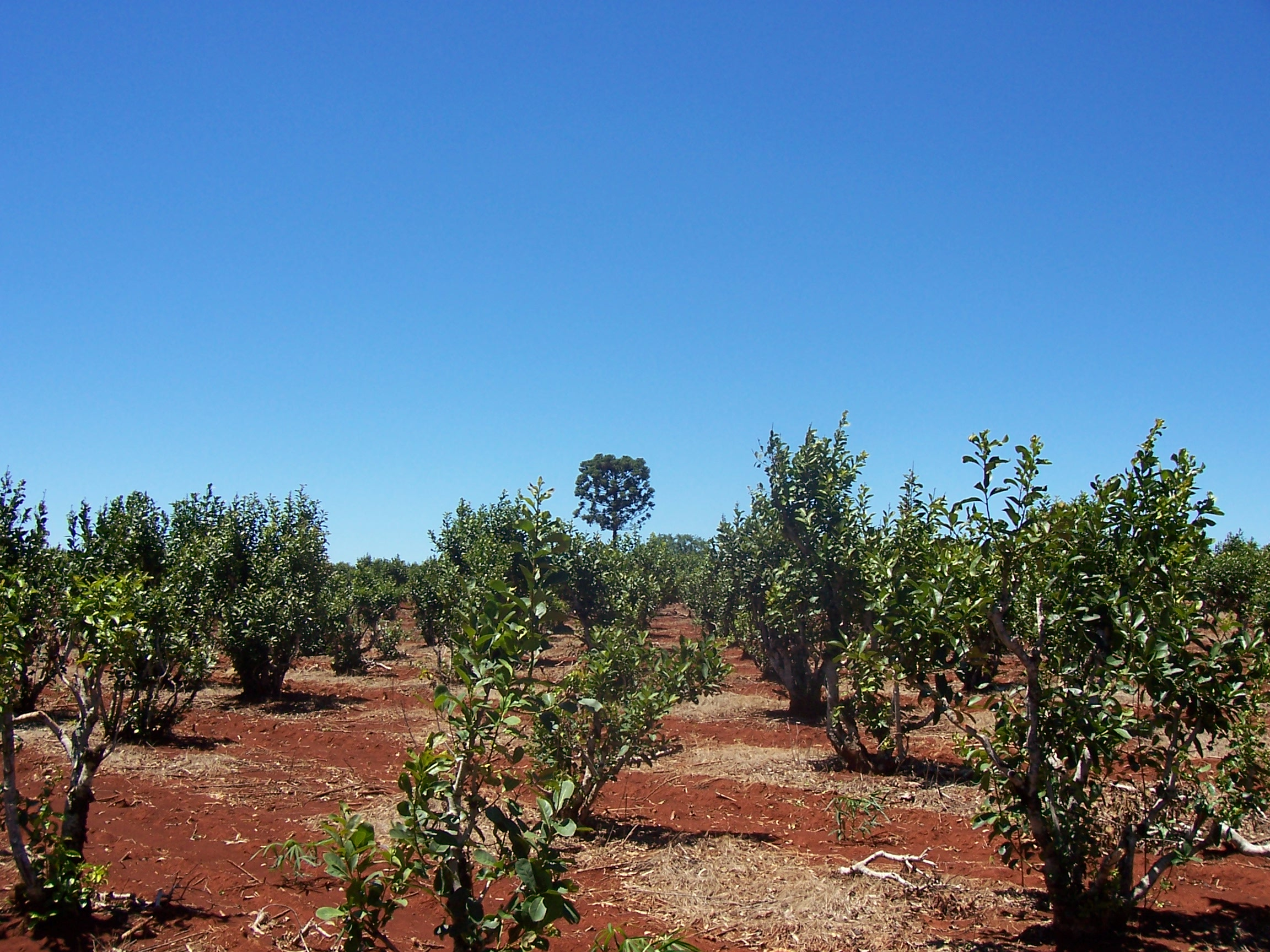
Плантація мате
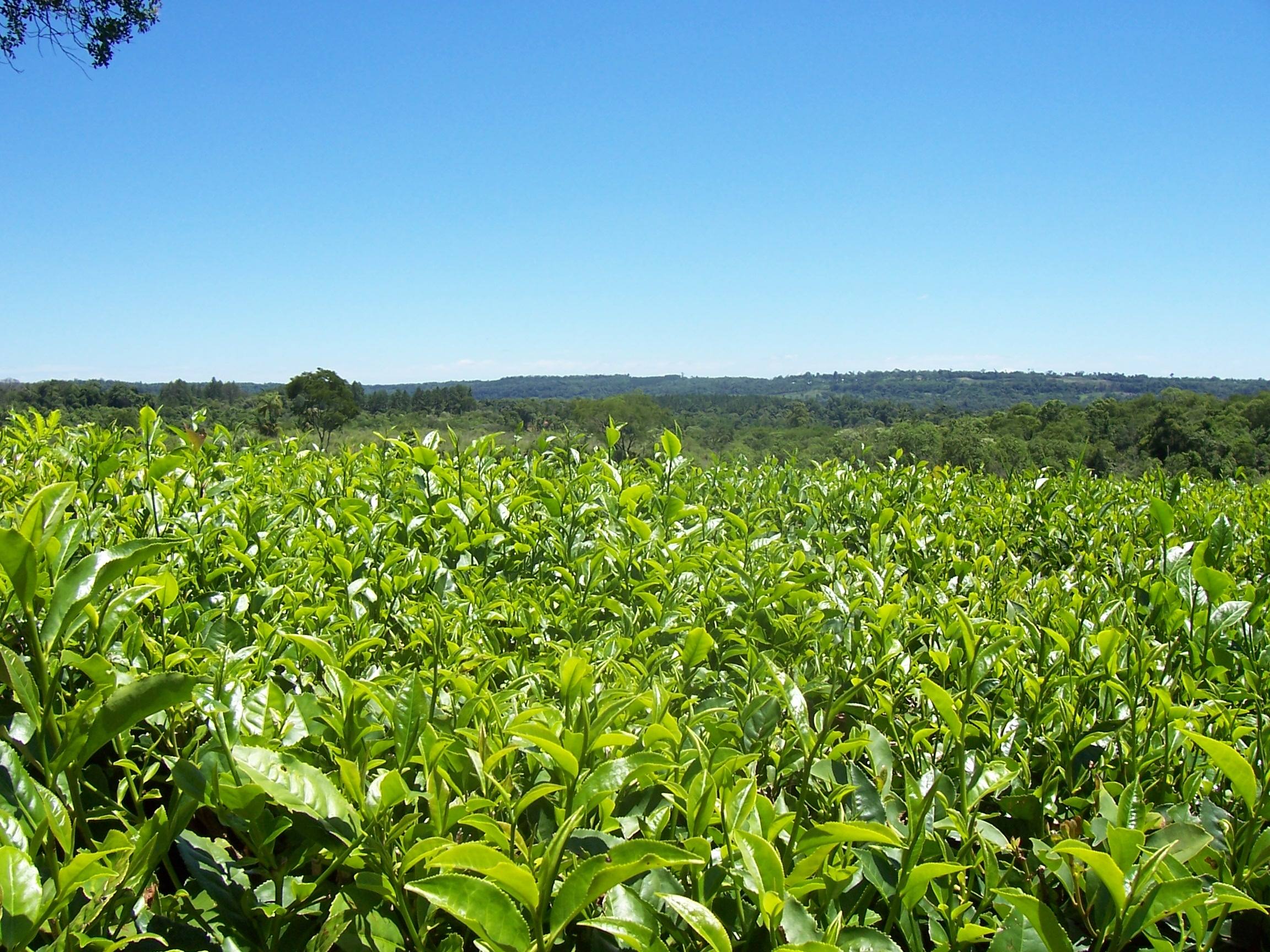
Плантація чаю у Місьйонесі
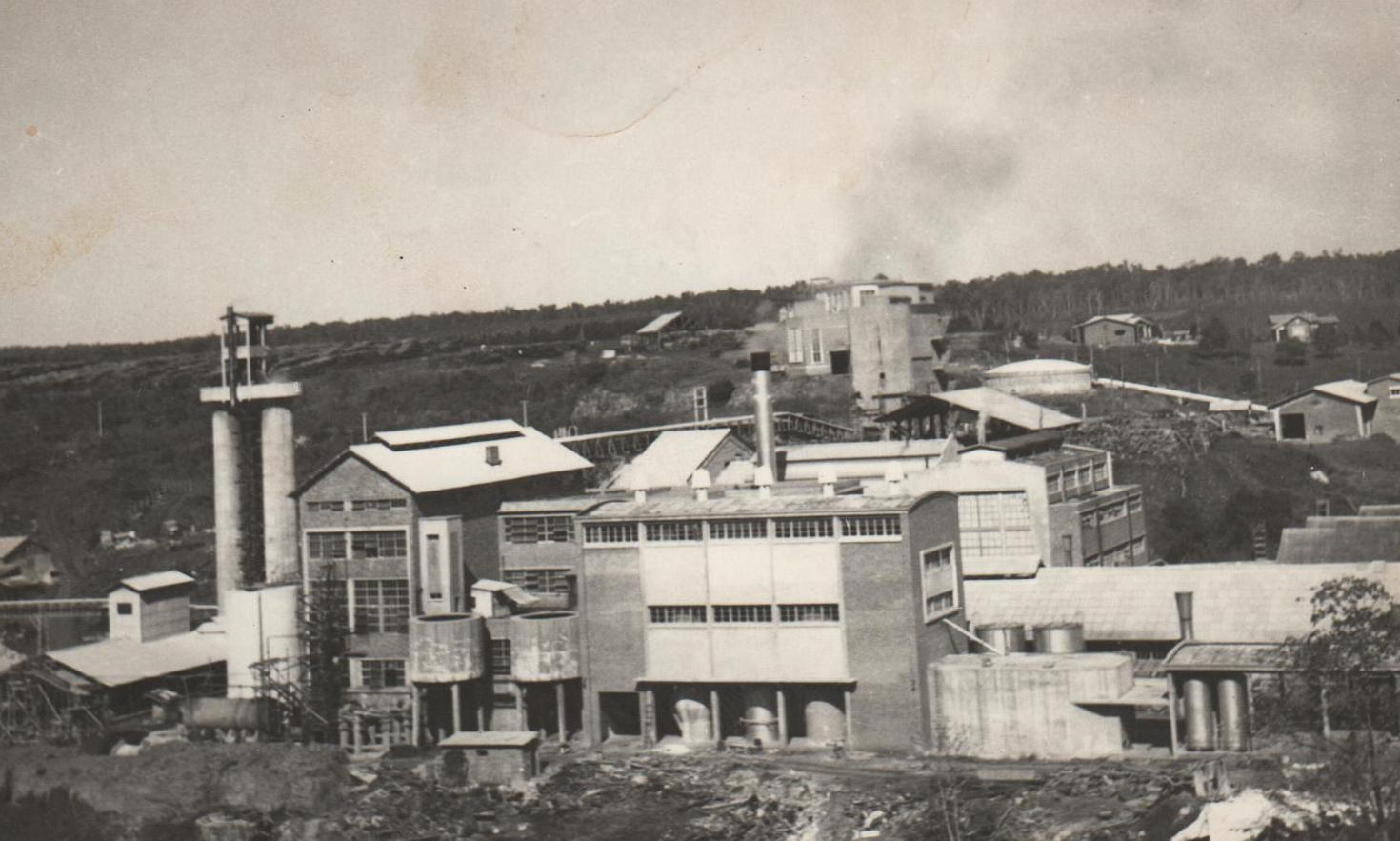
Паперовий завод у Пуерто-Пірай
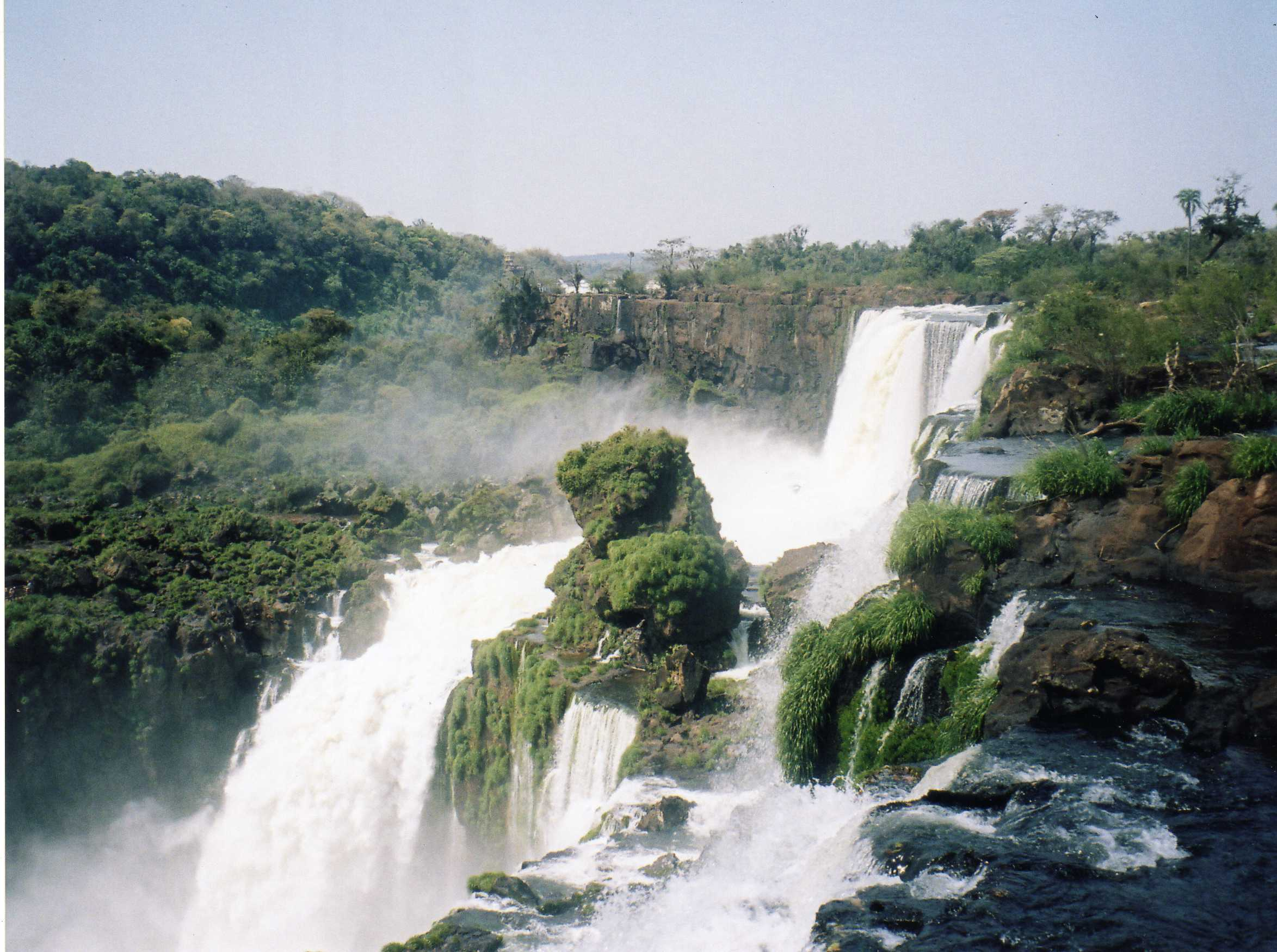
Водоспад Ігуасу

## Освіта
| Освіта у провінції Місьйонес (2009) | Освіта у провінції Місьйонес (2009) | Освіта у провінції Місьйонес (2009) | Освіта у провінції Місьйонес (2009) |
| Рівень                              | Навчальних закладів                 | Учнів                               | Працівників                         |
| ----------------------------------- | ----------------------------------- | ----------------------------------- | ----------------------------------- |
| Дошкільні                           | 846                                 | 36 903                              | 1 962                               |
| - державні                          | 741                                 | 28 996                              | 1 599                               |
| - приватні                          | 105                                 | 7 907                               | 363                                 |
| Початкові                           | 947                                 | 174 266                             | 10 709                              |
| - державні                          | 846                                 | 149 395                             | 9 379                               |
| - приватні                          | 101                                 | 24 871                              | 1 330                               |
| Середні                             | 536                                 | 100 777                             | 2 717                               |
| - державні                          | 437                                 | 78 567                              | 1 945                               |
| - приватні                          | 99                                  | 22 210                              | 772                                 |
| Вищі                                | 73                                  | 14 630                              | 420                                 |
| - державні                          | 34                                  | 4 929                               | 148                                 |
| - приватні                          | 39                                  | 9 701                               | 272                                 |

## Адміністративно-територіальний поділ
| Адміністративний центр   | Департамент                    | Населення (2010) | Площа | Мапа |
| ------------------------ | ------------------------------ | ---------------- | ----- | ---- |
| Посадас                  | Столичний                      | 323.739          | 965   |      |
| Обера                    | Обера                          | 106.882          | 1.620 |      |
| Пуерто-Есперанса         | Іґуасу                         | 81.215           | 2.769 |      |
| Ельдорадо                | Ельдорадо                      | 78.152           | 1.960 |      |
| Ель-Собербйо             | Ґуарані                        | 67.698           | 3.314 |      |
| Сан-Іґнасіо              | Сан-Іґнасіо                    | 57.471           | 1.607 |      |
| Кампо-Ґранде             | Кайнґуас                       | 53.267           | 1.608 |      |
| Пуерто-Рико              | Лібертадор-Хенераль-Сан-Мартін | 46.333           | 1.524 |      |
| Леандро-Алем             | Леандро-Алем                   | 45.271           | 1.185 |      |
| Бернардо-де-Іріґожен     | Хенераль-Мануель-Бельґрано     | 42.929           | 3.275 |      |
| Апостолес                | Апостолес                      | 42.457           | 1.068 |      |
| Монтекарло               | Монтекарло                     | 36.998           | 1.723 |      |
| Сан-Педро                | Сан-Педро                      | 31.050           | 3.407 |      |
| Альба-Поссе              | 25 травня                      | 27.323           | 1.639 |      |
| Санта-Ана                | Канделарья                     | 26.713           | 875   |      |
| Сан-Хав'єр               | Сан-Хав'єр                     | 20.821           | 536   |      |
| Консепсьйон-де-ла-Сьєрра | Консепсьйон                    | 9.510            | 726   |      |